# Cryptotendipes pilicuspis
Cryptotendipes pilicuspis är en tvåvingeart som beskrevs av Ole Anton Saether 1977. Cryptotendipes pilicuspis ingår i släktet Cryptotendipes och familjen fjädermyggor.
Artens utbredningsområde är Manitoba. Inga underarter finns listade i Catalogue of Life.